# Apoštolská nunciatura v Andoře
Apoštolská nunciatura v Andoře je současná papežská reprezentace v Andoře.

## Historie
Založena byla dne 16. června 1995 papežem Janem Pavlem II., oddělením z apoštolské nunciatury ve Španělsku.
Současným nunciem je arcibiskup Renzo Fratini.

## Seznam apoštolských nunciů
- Lajos Kada (1996–2000) – titulární arcibiskup z Thibicy
- Manuel Monteiro de Castro (2000–2009) – titulární arcibiskup z Beneventumu
- Renzo Fratini (2009–2019) – titulární arcibiskup z Botriany
- Bernardito Cleopas Auza, od 1. října 2019